# نامه‌های عاشقانه (فیلم ۱۹۴۵)
نامه‌های عاشقانه (به انگلیسی: Love Letters) فیلمی ۱۰۱ دقیقه‌ای به کارگردانی ویلیام دیترله با بازی جنیفر جونز است.